# Eclipse solar del 21 de enero de 1192 a. C.

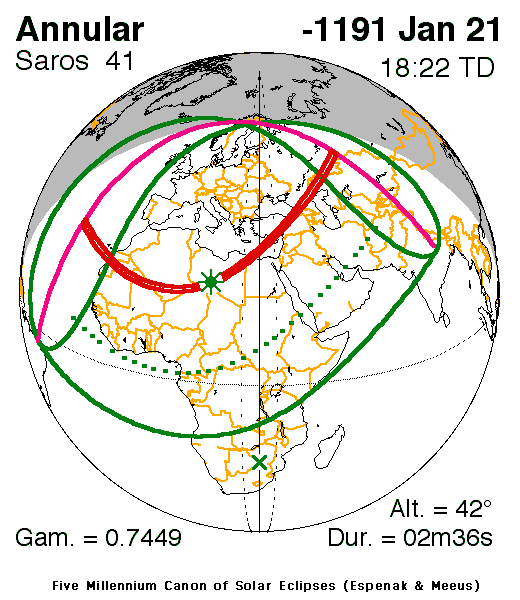
Mapa del eclipse solar del 21 de enero de 1192 antes de Cristo.

Este eclipse anular, visible en el Mediterráneo Oriental, tuvo lugar el 21 de enero de 1192 a. C. (Calendario Juliano) o, astronómicamente, de 1191 a. C. Aparece mencionado en una tablilla cuneiforme de la ciudad de Ugarit, escrita inmediatamente antes de la destrucción de esa ciudad. Este eclipse es un elemento importante para la cronología del final de la Edad del Bronce.
La trayectoria de la sombra comenzó en el Atlántico Norte, cruzó el Sahara sobre Libia, pasó por Egipto, Chipre y el sur de la actual Turquía. En la costa siria a la altura de Ugarit, alcanzó a cubrir el 91% del disco solar.